# Nowy Smokowiec

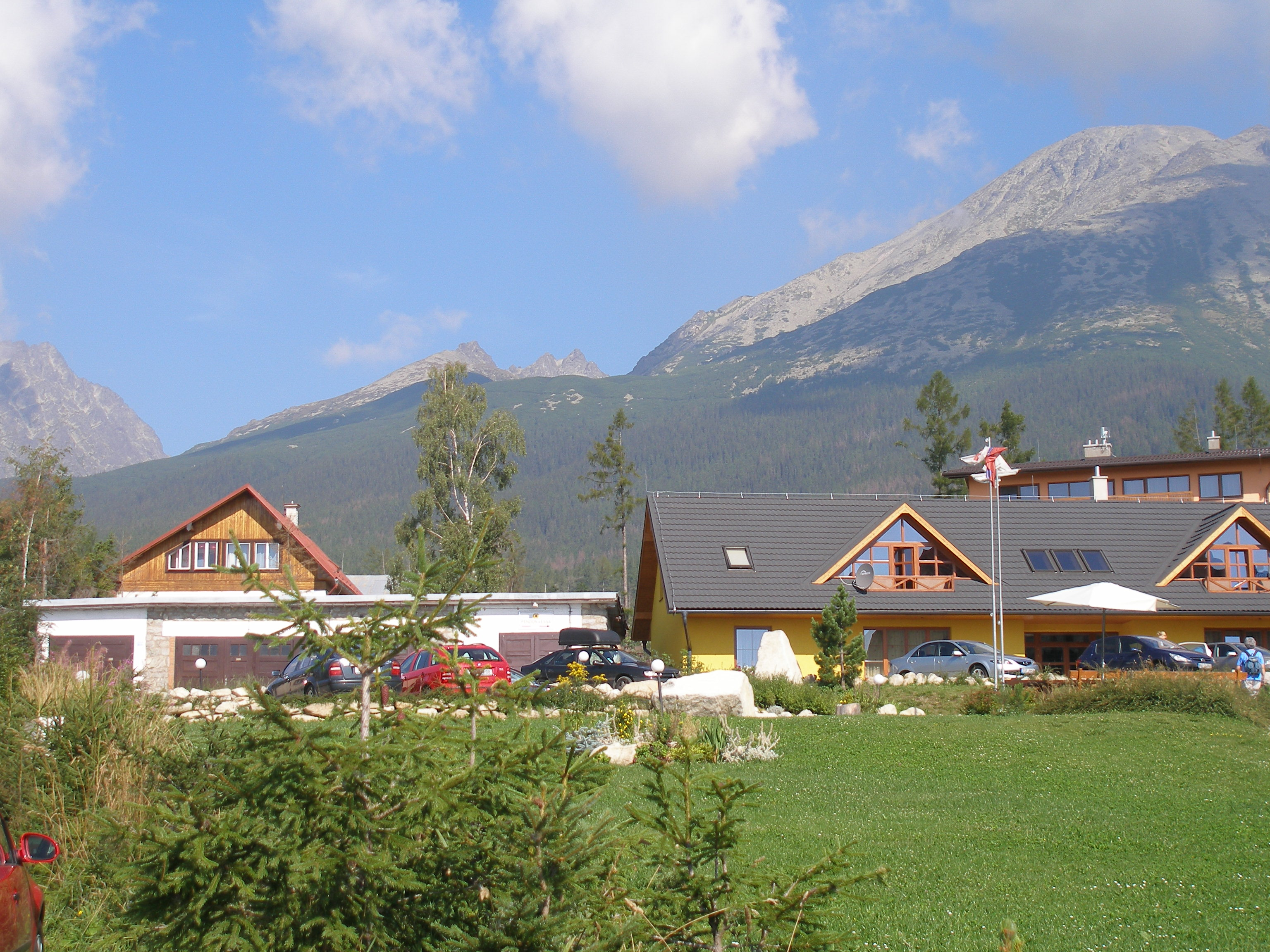
Nowy Smokowiec i Sławkowski Szczyt

Nowy Smokowiec (słow. Nový Smokovec, niem. Neuschmecks, węg. Újtátrafüred) – osiedle u południowych podnóży Tatr Wysokich na Słowacji, położone przy Drodze Wolności między Starym Smokowcem a Tatrzańskimi Zrębami. Administracyjnie należy do części katastralnej Stary Smokowiec miasta Wysokie Tatry.
Nowy Smokowiec położony jest na wysokości 985 m n.p.m., nad osiedlem góruje Sławkowski Szczyt. Miejscowość znajduje się bezpośrednio na zachód od Starego Smokowca. Przez Nowy Smokowiec oprócz Drogi Wolności przebiega kolej elektryczna ze Szczyrbskiego Jeziora do Popradu, stacje znajdują się w centrum osiedla i na jego zachodnim skraju, gdzie położone jest osiedle mieszkaniowe Sibir, założone w 1958 r.
Nowy Smokowiec ma charakter uzdrowiskowy. Miejscowość została założona w 1875 r. przez dr. Miklósa Szontagha. W kolejnym roku zostały otwarte dwa sanatoria, kolejne (większe) w 1925 i 1933. W pobliżu dzisiejszych zabudowań podczas zakładania osady znaleziono pozostałości huty z epoki lateńskiej. Do dziś nieznane jest pochodzenie rudy żelaza, którą tam wytapiano. Od 1883 r. jako pierwsze uzdrowisko w Tatrach Nowy Smokowiec był czynny w zimie.